# Miconia navioensis
Miconia navioensis är en tvåhjärtbladig växtart som beskrevs av John Julius Wurdack. Miconia navioensis ingår i släktet Miconia och familjen Melastomataceae. Inga underarter finns listade i Catalogue of Life.